# 熊熊勇闖異世界
《熊熊勇闖異世界》是熊名乃於成為小說家吧所寫的輕小說。文庫版由主婦與生活社發行，029繪製插畫部分。漫畫由せるげい繪製。
改編電視動畫第1季於2020年10月至12月播映，播畢後隨即宣布將會製作第2季。第2季於2023年4月至6月播映。

## 簡介
在成為小說家吧上開始連載，由主婦與生活社於2015年文庫化，在文庫化後並沒有移除的計畫。初出版時設計另有一個封面候選，該設計中優奈的服裝是「帶帽子的連帽衫」，和小說中的「熊熊服裝」有相當差異。「書泉ブックタワー」2017年7月人氣排名第八名。
由せるげい負責作畫的漫畫於2018年COMIC PUSH!漫畫雜誌網站連載。於2020年1月發布電視動畫消息。

## 故事
家裡蹲的優奈在遊戲中抽獎，獲得了獎品「熊熊裝備」和「穿越到異世界」。結果優奈就在異世界中穿著熊熊裝備，打倒怪物，幫助小女孩，保護村莊。最強熊熊冒險者勇闖異世界。

## 登場人物

### 主角
優奈（聲：河瀨茉希）
15歲家裡蹲少女。爺爺是一間大公司的社長，她有著跟爺爺相似的經營才能，所以靠著網上炒股賺上過億身家。在問卷中回答重要的東西是「錢」，所以只帶著「錢」和「熊熊裝備」來到異世界。最初尋找城鎮時遇上被野狼襲擊的菲娜。曾因熊熊裝備的緣故在冒險者公會被找碴，結果把在場冒險者全數打倒，遂在會長提議下被迫暫時接替找碴的冒險者在其隊中位置進行任務，進而打倒了一百隻哥布林和哥布林王。由於每次都把血淋淋的魔物拿到公會肢解，所以獲得稱號「血腥惡熊」。對於小孩子總是會相當體貼的去對待他們，似乎因此受小孩歡迎。
菲娜（聲：和氣杏未）
10歲女孩。優奈第一個遇到的小女孩，受野狼襲擊時被優奈救下。因為母親有病在身不能工作，而到公會幫忙肢解工作幫忙貼補家裡。由於年紀小尚不能成為公會正式員工，公會僅太忙時會請她幫忙。之後在根茲的請求下，優奈直接僱用了菲娜成為她專屬的肢解工作者。擁有優秀的肢解技術。

### 克里莫尼亞
諾雅兒·佛許羅賽（聲：日高里菜）
克里夫的次女。愛稱是「諾雅（ノア）」。因為在街上看了優奈的熊熊裝而拜託克里夫尋找。與菲娜是好友。「熊熊粉絲俱樂部」會長兼001號會員。
修莉（聲：富田美憂）
菲娜的妹妹，七歲。有一定的肢解工作技能。時常緊跟在母親堤露米娜身邊。
克里夫·佛許羅賽（聲：遊佐浩二）
克里莫尼亞的領主，諾雅的父親。為人正派在民間風評不錯。
根茲（聲：鶴岡聰）
公會職員。一直照顧菲娜一家。
堤露米娜（聲：宮本侑芽）
菲娜的媽媽，一直躺病在床。年輕時跟丈夫羅伊和根茲為一隊冒險小隊成員。
倫多（聲：手塚弘道）
克里夫的左膀右臂，深受信任。既做管家，也協助克里夫的工作。
菈菈（聲：市邑咲）
佛許羅賽家在克里莫尼亞的女僕。擅長泡紅茶。
拉洛克（聲：多田野曜平）
克里莫尼亞的冒險者公會長。
海倫（聲：工藤夕希）
冒險者公會的接待員。
米蕾奴（聲：黑瀨優子）
商業公會會長。會客串櫃台小姐，最初接待優奈的人。
莫琳（聲：甲斐田裕子）
原本在王都開麵包店，被優奈挖角到自己的店做麵包，「熊熊的休憩小店」店長。寡婦。
卡琳（聲：新田日和）
王都裡的面包師傅，莫琳的女兒。
艾蕾娜（聲：宮島惠美）
旅館的女兒。web版辭去旅館的工作到「熊熊的休憩小店」做蛋糕。
戴波拉尼（聲：大泊貴揮）
在冒險者公會跟優奈找碴的冒險者，被優奈叫作哥布林。因被打成顏面腫脹而記恨。
蘭滋（聲：廣瀨裕也）
跟戴波拉尼同隊的冒險者。非常祟拜戴波拉尼。
露麗娜（聲：青山吉能）
跟戴波拉尼同隊的冒險者。接受優奈僱用作餐廳護衛而和戴波拉尼拆伙。
基爾（聲：中島卓也）
跟戴波拉尼同隊的冒險者。接受優奈僱用作餐廳護衛而和戴波拉尼拆伙。為人沉默。很受孤兒院的孩子喜歡。
安斯·羅蘭多（聲：澤木郁也）
冒領孤兒院救濟金的貴族。表面上是被入室賊人殺死了，實則被克里夫處刑。
雷姆（聲：手塚弘道）
管理蜂蜜事務的大叔。

### 孤兒院
寶（聲：岡村明美）
孤兒院的院長老師。
莉滋（聲：德井青空）
年紀輕輕就在孤兒院照顧孩子們的老師。

### 安絲及店裏的4人
安絲（聲：春野杏）
「熊熊食堂」台長兼主廚。本來是密利拉鎮旅館主人的女兒，被優奈挖角到克里莫尼亞。

### 王都
艾蕾羅拉·佛許羅賽（聲：巽悠衣子）
35歲。克里夫的妻子，樣子比實際年齡年輕。在王宮工作而住在王都，具體職位不明。
希雅·佛許羅賽（聲：水瀨祈）
艾蕾羅拉與克里夫的長女，諾雅的姐姐，在王都上學。一開始見到優奈時，因為其身上的裝扮小看她，被艾蕾羅拉提議跟其比賽一場後慘敗。在那之後知道優奈與自己同年這件事而驚訝不已。跟優奈的相處比較像同齡好友般的關係。
史莉莉娜（聲：小路裕夕）
佛許羅賽家在王都的女僕。
卡特蕾亞（聲：山田美鈴）
有一頭銀色長髮，被優奈形容為大小姐型的女生。希雅的同學。
馬力克斯（聲：松岡美里）
希雅的同學，男孩，15歲。
堤摩爾（聲：梅田修一朗）
長髮男生，希雅的同學。
福爾歐特（聲：石田彰）
艾爾法尼卡王國的國王。受到一萬隻襲擊王都的魔物被打倒後要求接見打倒牠們的冒險者。吃過布丁後請求優奈在宴會製作布丁，後來每次優奈來找芙蘿拉都會出現，被優奈形容要食物的大叔。
凱媞雅（聲：中村櫻）
王妃殿下，總是悠悠閑閑。能認出沒穿熊熊裝的優奈。
芙蘿拉（聲：木野日菜）
國王的女兒。
格爾薩姆（聲：鳥海浩輔）
聚集了一萬魔物的罪魁禍首人。
莎妮亞（聲：Lynn）
王都冒險者公會的會長，精靈。

### 密利拉鎮
阿朵拉（聲：阿澄佳奈）
密利拉鎮的冒險者公會會長。
迪加（聲：西村知道）
在密利拉鎮開旅館，安絲的父親。
達蒙（聲：稻田徹）
密利拉鎮的居民尤拉的丈夫，職業是漁夫。
尤拉（聲：行成とあ）
優奈在雪山遇到的密利拉村村民。
薩拉德（聲：吉野裕行）
前商業公會會長，被處死。

### 錫林城
葛蘭·法蓮格崙（聲：高坂篤志）
優奈前往王都路上遇見的貴族，50多歲的男性。
米莎娜·法蓮格崙（聲：天野聰美）
葛蘭的孫女，愛稱是「米莎（ミサ）」，10歲。

## 用語

### 技能
異世界語言
可以將異世界的語言聽成日語。
說話時傳達給對方的內容也會轉變成異世界語言。
異世界文字
可以讀懂異世界的文字。
書寫的內容也會轉變成異世界文字。
熊熊異次元箱
白熊的嘴巴是無限大的空間。可以放進（吃掉）任何物品。不過無法放進（吃掉）還活著的生物。
物品放在裡面的期間，時間會靜止。
放在異次元箱裡面的物品可以隨時取出。
熊熊觀察眼
透過黑白熊服裝的連衣帽上的熊熊眼睛，可以看見武器或道具的效果。
不戴上連衣帽就不會發動效果。
熊熊探測
藉由熊的野性能力，可以探測到魔物或人類。
熊熊地圖 ver.2.0
可以將熊熊眼睛看到的地方製作成地圖。
熊熊召喚獸
可以從熊熊手套召喚熊。
黑熊手套可以召喚出黑熊「熊緩（聲：宮島惠美）」；白熊手套可以召喚出白熊「熊急（聲：黑瀨優子）」。
熊熊傳送門
只要設置傳送門，就可以在各扇門之間來回移動。
在設置好的門有三扇以上的情況下，可以透過想像來決定傳送地點。
傳送門必須要戴著熊熊手套才能夠打開。
熊熊電話
可以和遠方的人通話。
創造出來以後，能維持形體直到施術者消除為止。不會因為物理衝擊而損壞。
只要想著持有熊熊電話的對象就能接通。
來電鈴聲是熊的叫聲。持有者可藉由灌注魔力切換開關進行通話。
熊熊水上步行
可以在水上移動。熊熊召喚獸也可以在水上移動。
熊熊心電感應
可以呼叫遠處的召喚獸。
召喚獸小熊化
將召喚獸的小熊化。主要是在住宿的時候作為保鏢使用。

### 魔法
熊熊之光
藉由聚集在備手套上的魔力，可以產生熊熊形狀的光球。
熊熊身體強化
將魔力灌注到熊熊裝備，可以進行身體強化。
熊熊火、水、風、地屬性及電擊魔法
藉由聚集在熊熊手套上的魔力，可以使用火、水、風、地屬性及電擊的魔法。威力會與魔力、想像呈正比。如果想像出熊的模樣，威力會變得更強。
熊熊治療魔法
可以使用熊熊的善良心地治療傷病。

## 出版書籍

### 小說

#### 單行本
| 卷數 | 主婦與生活社   | 主婦與生活社           | 台灣角川       | 台灣角川               | 酷威文化   | 酷威文化               |
| 卷數 | 發售日期       | ISBN                   | 發售日期       | ISBN                   | 發售日期   | ISBN                   |
| ---- | -------------- | ---------------------- | -------------- | ---------------------- | ---------- | ---------------------- |
| 1    | 2015年5月29日  | ISBN 978-4-391-14691-2 | 2016年9月14日  | ISBN 978-986-473-302-6 | 2022年11月 | ISBN 978-7-5411-6418-7 |
| 2    | 2015年11月27日 | ISBN 978-4-391-14755-1 | 2016年11月21日 | ISBN 978-986-473-378-1 | 2022年11月 | ISBN 978-7-5411-6449-1 |
| 3    | 2016年3月25日  | ISBN 978-4-391-14810-7 | 2017年2月13日  | ISBN 978-986-473-517-4 | 2023年1月  | ISBN 978-7-5411-6529-0 |
| 4    | 2016年7月29日  | ISBN 978-4-391-14811-4 | 2017年5月15日  | ISBN 978-986-473-672-0 | 2023年5月  | ISBN 978-7-5411-6637-2 |
| 5    | 2016年11月25日 | ISBN 978-4-391-14812-1 | 2017年12月6日  | ISBN 978-957-853-119-2 | 2023年7月  | ISBN 978-7-5411-6678-5 |
| 6    | 2017年3月31日  | ISBN 978-4-391-14947-0 | 2018年4月16日  | ISBN 978-957-564-134-4 | 2023年8月  | ISBN 978-7-5411-6714-0 |
| 7    | 2017年7月28日  | ISBN 978-4-391-14948-7 | 2018年10月25日 | ISBN 978-957-564-477-2 |            |                        |
| 8    | 2017年12月22日 | ISBN 978-4-391-14949-4 | 2019年5月13日  | ISBN 978-957-564-916-6 |            |                        |
| 9    | 2018年3月30日  | ISBN 978-4-391-15144-2 | 2020年3月9日   | ISBN 978-957-743-622-1 |            |                        |
| 10   | 2018年7月27日  | ISBN 978-4-391-15145-9 | 2020年6月24日  | ISBN 978-957-743-812-6 |            |                        |
| 11   | 2018年11月30日 | ISBN 978-4-391-15146-6 | 2020年9月21日  | ISBN 978-957-743-959-8 |            |                        |
| 11.5 | 2019年1月25日  | ISBN 978-4-391-15278-4 | 2020年11月30日 | ISBN 978-986-524-060-8 |            |                        |
| 12   | 2019年3月29日  | ISBN 978-4-391-15291-3 | 2020年12月17日 | ISBN 978-986-524-124-7 |            |                        |
| 13   | 2019年8月30日  | ISBN 978-4-391-15292-0 | 2021年3月10日  | ISBN 978-986-524-275-6 |            |                        |
| 14   | 2019年12月20日 | ISBN 978-4-391-15293-7 | 2021年5月19日  | ISBN 978-986-524-410-1 |            |                        |
| 15   | 2020年5月22日  | ISBN 978-4-391-15438-2 | 2022年2月24日  | ISBN 978-626-321-210-7 |            |                        |
| 16   | 2020年9月25日  | ISBN 978-4-391-15437-5 | 2022年6月27日  | ISBN 978-626-321-521-4 |            |                        |
| 17   | 2021年4月16日  | ISBN 978-4-391-15436-8 | 2022年10月24日 | ISBN 978-626-321-950-2 |            |                        |
| 18   | 2021年12月25日 | ISBN 978-4-391-15701-7 | 2023年1月5日   | ISBN 978-626-352-076-9 |            |                        |
| 19   | 2022年10月7日  | ISBN 978-4-391-15785-7 | 2023年8月23日  | ISBN 978-626-352-804-8 |            |                        |
| 20   | 2023年8月4日   | ISBN 978-4-391-15978-3 | 2024年11月25日 | ISBN 978-626-400-797-9 |            |                        |
| 20.5 | 2024年4月30日  | ISBN 978-4-391-16208-0 |                |                        |            |                        |
| 21   | 2025年2月7日   | ISBN 978-4-391-16328-5 |                |                        |            |                        |

#### 文庫
| 卷數 | 主婦與生活社  | 主婦與生活社           |
| 卷數 | 發售日期      | ISBN                   |
| ---- | ------------- | ---------------------- |
| 1    | 2023年2月3日  | ISBN 978-4-391-15919-6 |
| 2    | 2023年2月3日  | ISBN 978-4-391-15920-2 |
| 3    | 2023年2月3日  | ISBN 978-4-391-15921-9 |
| 4    | 2023年3月3日  | ISBN 978-4-391-15922-6 |
| 5    | 2023年3月3日  | ISBN 978-4-391-15923-3 |
| 6    | 2023年4月7日  | ISBN 978-4-391-15982-0 |
| 7    | 2023年5月2日  | ISBN 978-4-391-15983-7 |
| 8    | 2023年6月2日  | ISBN 978-4-391-15984-4 |
| 9    | 2023年12月1日 | ISBN 978-4-391-16157-1 |
| 10   | 2024年5月2日  | ISBN 978-4-391-16254-7 |
| 11   | 2024年10月4日 | ISBN 978-4-391-16388-9 |
| 12   | 2025年6月6日  | ISBN 978-4-391-16473-2 |

### 漫畫版
| 卷數 | 主婦與生活社  | 主婦與生活社           | 台灣角川      | 台灣角川               |
| 卷數 | 發售日期      | ISBN                   | 發售日期      | ISBN                   |
| ---- | ------------- | ---------------------- | ------------- | ---------------------- |
| 1    | 2018年7月27日 | ISBN 978-4-391-15218-0 | 2020年4月22日 | ISBN 978-957-743-674-0 |
| 2    | 2019年2月22日 | ISBN 978-4-391-15289-0 | 2020年4月22日 | ISBN 978-957-743-675-7 |
| 3    | 2019年8月30日 | ISBN 978-4-391-15290-6 | 2020年9月24日 | ISBN 978-957-743-989-5 |
| 4    | 2020年3月27日 | ISBN 978-4-391-15435-1 | 2021年9月27日 | ISBN 978-986-524-743-0 |
| 5    | 2020年9月25日 | ISBN 978-4-391-15434-4 | 2021年9月27日 | ISBN 978-986-524-744-7 |
| 6    | 2021年5月7日  | ISBN 978-4-391-15611-9 | 2022年4月14日 | ISBN 978-626-321-365-4 |
| 7    | 2021年11月5日 | ISBN 978-4-391-15613-3 | 2023年3月16日 | ISBN 978-6-263-52335-7 |
| 8    | 2022年6月17日 | ISBN 978-4-391-15776-5 | 2023年3月16日 | ISBN 978-6-263-52336-4 |
| 9    | 2022年11月4日 | ISBN 978-4-391-15892-2 | 2023年9月14日 | ISBN 978-6-263-52910-6 |
| 10   | 2023年5月2日  | ISBN 978-4-391-15979-0 | 2024年2月22日 | ISBN 978-6-263-78473-4 |
| 11   | 2023年12月1日 | ISBN 978-4-391-16131-1 | 2024年11月7日 | ISBN 978-6-264-00847-1 |
| 12   | 2024年8月2日  | ISBN 978-4-391-16329-2 |               |                        |
| 13   | 2025年6月6日  | ISBN 978-4-391-16474-9 |               |                        |

## 電視動畫
2020年9月19日23:30（UTC+9）在網站ABEMA先行播映第1集。香港木棉花YouTube頻道亦於同日24:00（UTC+8）先行播映第1集。

### 製作人員
- 原作：
- 角色原案：029
- 監督：信田佑
- 系列監督：石井久志
- 系列構成：青島崇
- 人物設計、總作畫監督：中野裕紀
- 美術監督：松本浩樹、加藤浩
- 色彩設計：岩見美香
- 道具設計：杉山友美
- 攝影監督：橫山翼
- 剪輯：新見元希
- 音響監督：森下廣人
- 音樂：小森茂生
- 音樂製作：日本古倫美亞
- 音樂製作人：澀谷知子
- 製作人：河本紗知、山口純平、谷口博康、礒谷徳知、尾形光廣、宮本秀晃、齋藤宙央、中島保裕、藍谷厚史
- 動畫製作人：柴田涉、近藤泰介
- 動畫製作：EMT Squared
- 製作：熊熊勇闖異世界製作委員會（KADOKAWA、主婦與生活社、日本古倫美亞、AT-X、角川Media House、EMT Squared、MXTV、Good Smile Company、CREST、叶音、日本播音演技研究所）

### 主題曲
第1期
片頭曲
作詞、作曲：宮崎まゆ，編曲：高橋修平，主唱：和氣杏未
第1話作片尾曲使用，第12話未使用。
片尾曲
（第2－11話）
作詞：eNu、戶嶋友祐，作曲：戶嶋友祐，編曲：川田瑠夏，主唱：優奈（河瀨茉希）
（第12話）
作詞：eNu、戶嶋友祐，作曲：戶嶋友祐，編曲：川田瑠夏，主唱：優奈（河瀨茉希）&菲娜（和氣杏未）
第1話未使用。
第2期
片頭曲
作詞、作曲：宮崎まゆ，編曲：高橋修平，主唱：和氣杏未
第1話作片尾曲使用。
片尾曲
作詞、作曲：ReNee，編曲：，主唱：優奈（河瀨茉希）
第1話未使用。

### 各話列表
| 話數  | 日文標題 | 中文標題              | 劇本     | 分鏡                              | 演出       | 作畫監督 | 總作畫監督          | 首播日期       | 改編原作小說 |
| 第1期 | 第1期    | 第1期                 | 第1期    | 第1期                             | 第1期      | 第1期 | 第1期               | 第1期          | 第1期        |
| ----- | -------- | --------------------- | -------- | --------------------------------- | ---------- | --- | ------------------- | -------------- | ------------ |
| #01   |          | 熊熊，登場            | 青島崇   | 東出太                            | 東出太     | 和田勝之、山内大輔、粉川剛 上田恵理、大野勉、久高司郎                                                                   | 中野裕紀            | 2020年 10月7日 | 第2卷        |
| #02   |          | 熊熊，與少女相遇      | 青島崇   | 渡邊慎一                          | 高田昌宏   | 飯飼一幸、西川真人、松下純子 太田悌記、服部益實、藤田正幸                                                               | 中野裕紀 杉村苑美   | 10月14日       | 第1卷        |
| #03   |          | 熊熊，大鬧            | 鴻野貴光 | 北村淳一                          | 北村淳一   | 川添亞希子、森悅史、大高雄太 北村淳一、Kwen Yongsang Song hyunjoo                                                       | 室山祥子            | 10月21日       | 第1卷        |
| #04   |          | 熊熊，與領主會面      | 朱白葵   | 石井久志                          | 內野宮晃希 | 野上慎也、HAN HYEON JI 鈴木伸一                                                                                         | 徳川恵梨            | 10月28日       | 第2卷        |
| #05   |          | 熊熊，養雞（？）      | 青島崇   | 前島健一                          | 小坂春女   | 大久保步美、石原彩子 | 谷津美彌子          | 11月4日        | 第2卷        |
| #06   |          | 熊熊，守護姊妹        | 藤本冴香 | 東田夏實                          | 東田夏實   | 保村成、杉村苑美、太田悌記 Park Yeonghui、Min Hyeonsuk Song Hyeonju                                                     | 室山祥子            | 11月11日       | 第2卷        |
| #07   |          | 熊熊，前往王都        | 鴻野貴光 | 渡邊慎一                          | 内野宮晃希 | 野上慎也、永井泰平、桝井一平 那須野文、鈴木伸一                                                                         | 德川惠梨            | 11月18日       | 第3卷        |
| #08   |          | 熊熊，大開無雙        |          | 島津裕行                          | 高田昌宏   | 杉村苑美、西川真人、久高司郎 保村成、富田泰弘、Kim Dahui Min Hyeonsuk、Park Yeonghui Ahn Hyojeong、Lee Seongjae         | 杉村苑美            | 11月25日       | 第3卷        |
| #09   |          | 熊熊，開店            | 鴻野貴光 | 清水聰                            | 小坂春女   | 石原彩子、大久保步美 | 室山祥子            | 12月2日        | 第4卷        |
| #10   |          | 熊熊，前往海邊        | 青島崇   | 石井久志                          | 熊野千尋   | 野上慎也、永井泰平、桝井一平 清水惠蔵                                                                                   | 德川惠梨            | 12月9日        | 第4卷        |
| #11   |          | 熊熊，與烏賊（?）戰鬥 |          | 芋窪久                            | 芋窪久     | 保村成、太田悌記、杉村苑美 Nyki Ikyn、服部真澄、西川真人 久高司郎、Park Yeonghui Lee Seongjae、An Hyojeong Min Hyeonsuk | 杉村苑美 室山祥子   | 12月16日       | 第4卷        |
| #12   |          | 熊熊與菲娜            | 青島崇   |                                   | 北村淳一   | 岡田由起子、北村淳一、保村成 川添亜希子、瀧澤茉夕、藤田正幸 上田恵理、南原孝衣子、Nyki Lkyn 馮永旭、和田勝之、大野勉    | 中野裕紀 杉村苑美   | 12月23日       | 第4卷        |
| 第2期 |          |                       |          |                                   |            | |                     |                |              |
| #1    |          | 歸來的熊熊            | 青島崇   | 信田祐                            | 小坂春女   | 青木伸一、上田恵理、中野裕紀 大野勉、大原大、岡田由起子                                                                 | 中野裕紀            | 2023年 4月3日  | 第5卷        |
| #2    |          | 熊熊，守望學生        | 青島崇   | 石井久志                          | 石井久志   | 上田惠理、青木伸一、岡田由起子 畠山佳苗、中野裕纪、杉村苑美 飯飼一幸                                                    | 五十子忍            | 4月10日        | 第6卷        |
| #3    |          | 熊熊，一鳴驚人        | 青島崇   | 濁川敦                            | 岩田義彥   | 上田惠理、大原大、畠山佳苗 岡田由起子、中野裕紀、桝井一平 光之園、板繪動畫                                              | 中野裕纪 杉村苑美   | 4月17日        | 第6卷        |
| #4    |          | 熊熊，引導少女        | 藤本冴香 | 信田祐 小坂春女                   | 能見昌照   | 張相美、李承熙、金聖凡 尹承賢、咸京美                                                                                   | 谷津美彌子          | 4月24日        | 第6卷        |
| #5    |          | 熊熊，追求秘銀        | 朱白葵   | 葉摘田緒                          | 徐惠真     | 飯飼一幸、杉村苑美、和田勝之 畠山佳苗、岡田由起子、中山和子 藤田正幸                                                    | 五十子忍            | 5月1日         | 第6卷 第7卷  |
| #6    |          | 熊熊，成為勇者（？）  | 朱白葵   | 小坂春女                          | 小坂春女   | 青木伸一、上田惠理、飯飼一幸 降旗秀吉、片岡惠美子、玉置典彥 岡田由起子、金聖凡                                          | 杉村苑美 德川惠梨   | 5月8日         | 第7卷        |
| #7    |          | 熊熊，挨罵            | 青岛崇   | 石井久志                          | 村川直哉   | 柳昇希、金慶鎬、姜美愛 李官雨、朴在石                                                                                   | 五十子忍            | 5月15日        | 第7卷        |
| #8    |          | 熊熊，研究紅茶        | 藤本冴香 | 石井久志                          | 石井久志   | 岡田由起子、畠山佳苗、降籏秀吉 小林冴子、桝井一平、                                                                     | 谷津美彌子          | 5月22日        | 第7卷        |
| #9    |          | 熊熊，了解貴族        | 青島崇   | 徐惠真                            | 徐惠真     | 西川真人、飯飼一幸、玉置典彥 片岡惠美子                                                                                 | 上田惠理 中野裕紀   | 5月29日        | 第8卷        |
| #10   |          | 熊熊，充滿幹勁        | 青島崇   | 小坂春女                          | 小坂春女   | 降旗秀吉、大原大、石原彩子 和田胜之、松下纯子、松本惠子 山下英美、吉田翔太、工藤公聖 辛澤麒、工藤葉留香 、李周絃        | 杉村苑美            | 6月5日         | 第8卷        |
| #11   |          | 熊熊，脫下熊熊裝      | 青島崇   | 石井久志                          | 村川直哉   | 南原孝衣子、岡田由起子、畠山佳苗 松本惠子、和田勝之、杉村苑美 板繪動畫                                                  | 五十子忍 谷津美彌子 |                | 第8卷        |
| #12   |          | 熊熊的故事            | 青島崇   | 信田祐 石井久志 小坂春女 荒川真嗣 | 石井久志   | 上田惠里、藤田正幸、飯飼一幸 杉村苑美、張相美、李棟旭 金聖凡、尹承賢、光之園 壽門堂                                     | 中野裕纪            | 6月19日        | 第9卷        |

### 播放平台

#### 日本國內
日本深夜動畫：下文記載的日本国内播放時間使用日本標準時間（UTC+9）表示。因為部分時間标识會採用30小时制，因此請留意这类超过24:00的时间，其實際播放時間為翌日清晨。
| 播放日期                  | 播放時間               | 播放電視台 | 播放地區 | 備註                     |
| ------------------------- | ---------------------- | ---------- | -------- | ------------------------ |
| 2020年10月7日 - 12月23日  | 週三 21:00 - 21:30     | AT-X       | 日本     | 熊熊勇闖異世界製作委員會 |
|                           | 週三 23:30 - 週四 0:00 | TOKYO MX   | 東京都   | 熊熊勇闖異世界製作委員會 |
| 2020年10月8日 - 12月24日  | 週四 1:00 - 1:30       | BS11       | 日本     | BS放送：ANIME+           |
| 2020年10月9日 - 12月25日  | 週五 1:00 - 1:30       | SUN電視台  | 兵庫縣   |                          |
| 2020年10月10日 - 12月26日 | 週六 1:00 - 1:30       | KBS京都    | 京都府   |                          |

| 播放開始日 | 播放時間               | 播放平台       |
| --- | ---------------------- | -------------- |
| 2020年10月7日 | 週三 23:30 - 週四 0:00 | ABEMA          |
| |                        | 2020年10月10日 |
| 週六 23:30 更新 | dアニメストア          |                |
| | 2020年10月12日以後     | 不明           |
| niconico GYAO! ひかりTV バンダイチャンネル Hulu J:COMオンデマンド TELASA U-NEXT アニメ放題 あにてれ Amazonプライム・ビデオ Rakuten TV DMM.com ビデオマーケット HAPPY!動画 ムービーフルplus |                        |                |

| 播放日期               | 播放時間           | 播放電視台 | 播放地區 | 備註                  |
| ---------------------- | ------------------ | ---------- | -------- | --------------------- |
| 2023年4月3日 - 6月19日 | 週一 22:00 - 22:30 | AT-X       | 日本     | CS放送 字幕 首播 重播 |
|                        | 週一 22:30 - 23:00 | TOKYO MX   | 東京都   |                       |
| 2023年4月4日 - 6月20日 | 週二 0:00 - 0:30   | KBS京都    | 京都府   |                       |
|                        |                    | SUN電視台  | 兵庫縣   |                       |
|                        | 週二 1:00 - 1:30   | BS11       | 日本     | BS放送：ANIME+        |

#### 日本國外
| 播放日期                       | 播放時間（UTC+8） | 播放平台           | 備註 | 2023年12月23日 - 2024年1月28日 |
| ------------------------------ | ----------------- | ------------------ | ---- | ------------------------------ |
| 週六、週日 16:00 - 16:30       | HOY TV（HOY）     | 奇妙電視木棉花國際 |      |                                |
| 粵語配音 繁體中文字幕 直播頻道 |                   |                    |      |                                |

| 播放地區                 | 播放平台 | 播放日期                | 播放時間（UTC+8） | 字幕語言       | 備註   |
| ------------------------ | --- | ----------------------- | ----------------- | -------------- | ------ |
| 東盟、印度、孟加拉、不丹 | Muse Asia YouTube頻道 | 2020年10月7日－12月23日 | 星期三 21時30分   | 簡體中文、英文 | [ 91 ] |
| 香港、澳門               | 木棉花香港YouTube頻道 | 2020年10月7日－12月23日 | 星期三 21時30分   | 繁體中文       | [ 92 ] |
| 台灣                     | 中華電信MOD、中嘉bb寬頻.bbTV、巴哈姆特動畫瘋、myVideo 影音隨看、Hami Video 遠傳friDay影音、LiTV 線上影視、KKTV、LINE TV、Yahoo TV、全國數碼、i-Fun動漫台 | 2020年10月7日－12月23日 | 星期三 21時30分   | 繁體中文       | [ 93 ] |
| 中國                     | bilibili | 2020年10月7日－12月23日 | 星期三 21時30分   | 簡體中文       | [ 94 ] |

### BD&DVD
| 卷數 | 發售日期      | 收錄話數      | 規格編號   | 規格編號   | 規格編號   |
| 卷數 | 發售日期      | 收錄話數      | BD限定版   | BD通常版   | DVD通常版  |
| ---- | ------------- | ------------- | ---------- | ---------- | ---------- |
| 1    | 2021年1月27日 | 第1話－第4話  | ZMXZ-14511 | ZMXZ-14521 | ZMBZ-14531 |
| 2    | 2021年2月24日 | 第5話－第8話  | ZMXZ-14512 | ZMXZ-14522 | ZMBZ-14532 |
| 3    | 2021年3月24日 | 第9話－第12話 | ZMXZ-14513 | ZMXZ-14523 | ZMBZ-14533 |

### 短篇動畫
BearBear勇闖異世界於2020年10月10日起每週星期六在YouTube上發布。

#### 製作人員
- 監督：石井久至
- 劇本：藤本冴香
- 分鏡、演出：石井久志
- 作畫監督：齊藤佳子
- 迷你人物設計：齊藤佳子

#### 各話列表
| 話數 | 日文標題 | 中文標題                       | 播放時間        |
| ---- | -------- | ------------------------------ | --------------- |
| 1    |          | 春眠不覺熊                     | 2020年 10月10日 |
| 2    |          | 一口氣粉碎熊熊                 | 10月17日        |
| 3    |          | 完全曝光熊熊                   | 10月24日        |
| 4    |          | 半裸熊熊                       | 10月31日        |
| 5    |          | 力量就是Power                  | 11月7日         |
| 6    |          | 當你凝視熊時熊也在凝視著你Bear | 11月14日        |
| 7    |          | 在熊熊Bear時間狼狽不堪的熊熊   | 11月21日        |
| 8    |          | 熊熊布丁再來一碗               | 11月28日        |
| 9    |          | 熊熊地接住並殲滅               | 12月5日         |
| 10   |          | 熊熊的全肯定菲娜bot            | 12月12日        |
| 11   |          | NO萬能熊熊                     | 12月19日        |
| 12   |          | 無論睡著醒著都是熊熊           | 12月26日        |

## 外部連結
- 「熊熊勇闖異世界」，在成為小說家吧連載官網。（日語）
- 「熊熊勇闖異世界」 - PUSH!BOOKS（日語）
- 「熊熊勇闖異世界」（页面存档备份，存于） - COMIC PUSH!（日語）
- 電視動畫「熊熊勇闖異世界」官方網站（日語）
- 電視動畫「熊熊勇闖異世界」官方的X（前Twitter）（日語）
- 的X（前Twitter）（日語）

| HOY TV（HOY） 星期六至日 16:00－16:30 | HOY TV（HOY） 星期六至日 16:00－16:30     | HOY TV（HOY） 星期六至日 16:00－16:30 |
| ------------------------------------- | ----------------------------------------- | ------------------------------------- |
|                                       | 熊熊勇闖異世界 （2023.12.23－2024.03.10） |                                       |
| 睡衣小英雄 （2023.08.26－2023.12.17） | —                                         |                                       |